# Programa Voyager

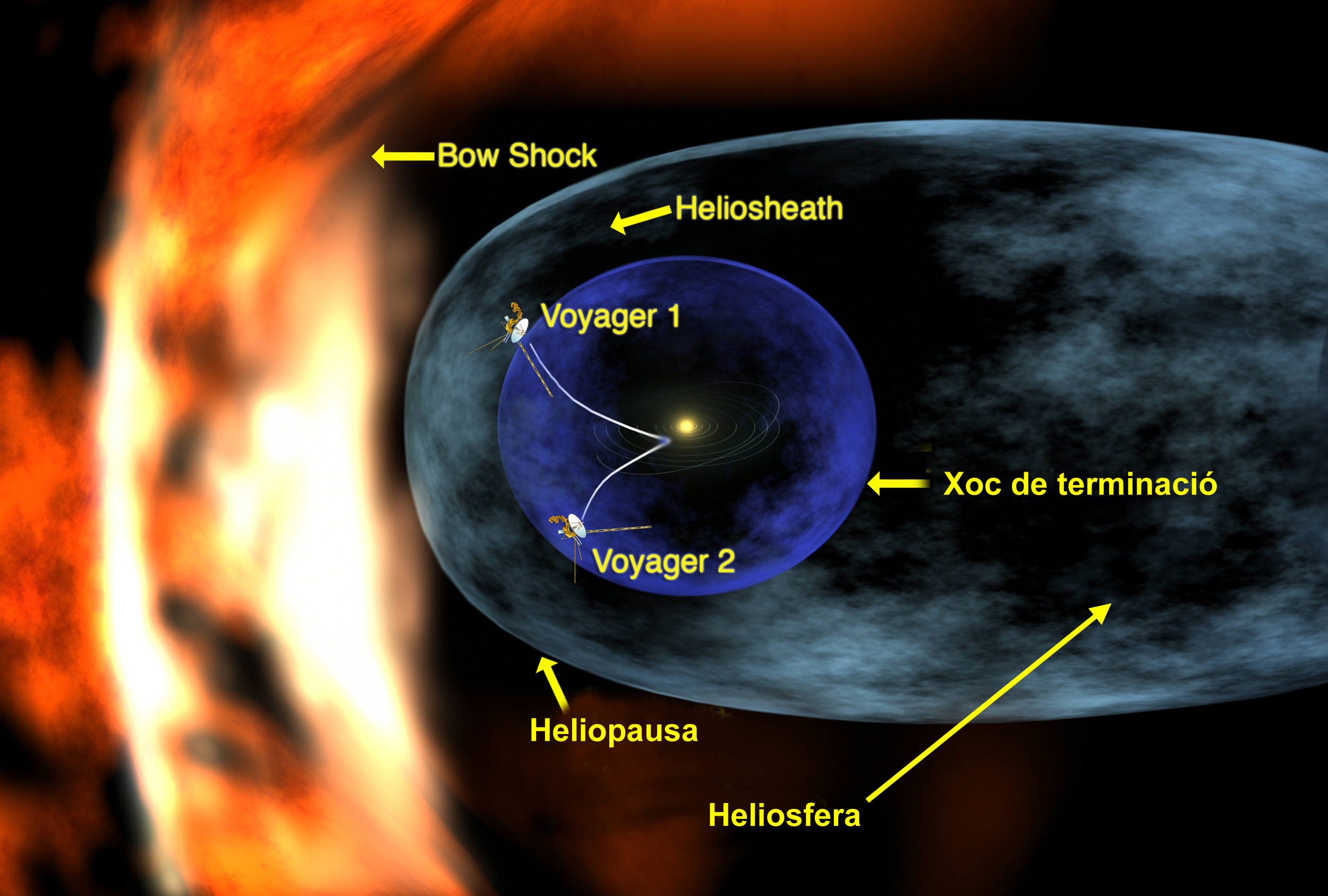
Situació de les dues sondes Voyager respecte al Sol al maig de 2005

El Programa Voyager fou una sèrie de dues sondes interplanetàries no tripulades de la NASA amb l'objectiu d'investigar Júpiter i Saturn. Inicialment concebudes dins del programa Mariner, finalment foren considerades una missió independent i rebatejades com a Voyager; les dues sondes del programa foren la Voyager 1 i la Voyager 2.
Les dues missions del programa Voyager han estat un dels majors èxits de la NASA. El programa fou dissenyat per treure partit d'una oportuna alineació planetària avantatjosa dels planetes exteriors durant els darrers anys de la dècada de 1970. Aquesta posició de Júpiter, Saturn, Urà i Neptú, que ocorre una vegada cada 175 anys, donava a una sonda espacial que seguís una particular trajectòria la possibilitat de passar prop d'un planeta, observar-lo i, aprofitant-ne l'assistència gravitatòria, seguir el seu viatge fins al següent planeta. Així, l'ús dels propulsors propis de la nau es limitava a realitzar petites correccions en la trajectòria, amb unes bateries de plutoni dissenyades per funcionar fins a 2025. A partir d'aquesta data deixaran de transmetre a la Terra, però continuaran el seu viatge cap a altres estrelles de la Via Làctia. A més, va facilitar la realització de l'anomenat retrat de família.
A més de la seva missió principal, la Voyager 2 també aconseguí explorar Urà i Neptú. Les dues sondes van obtenir una gran quantitat d'informació sobre els planetes gegants del sistema solar i pogueren posar límits molt més estrictes a la possible existència d'un gran planeta més enllà de Plutó. Actualment, els dos vehicles, juntament amb la Pioneer 10 són els objectes humans més llunyans.
A 2024, la Voyager 1 es mou amb una velocitat de 61.198 km/h, o 17 km/s, en relació amb el Sol, i és a una distància de 162,378 ua (24.291.400.000 km del Sol arribant a una distància de 162.982 ua (24.381.600.000 km) des de la Terra el 19 de gener de 2024. El 25 d'agost de 2012, les dades de la Voyager 1 van indicar que havia entrat a l'espai interestel·lar.
A 2024, la Voyager 2 es mou amb una velocitat de 55.347 km/h, or 15 km/s, en relació al Sol, i és a una distància de 135,500 ua (20.275.000.000 km) del Sol arribant a una distància de 136.300 ua (20.390.300.000 Km) de la Terra el 19 de gener de 2024. El 5 de novembre de 2019, les dades de la Voyager 2 van indicar que també havia entrat a l'espai interestel·lar. El 4 de novembre de 2019, els científics van informar que, el 5 de novembre de 2018, la sonda Voyager 2 havia arribat oficialment al mitjà interestel·lar (ISM), una regió de l'espai exterior més enllà de la influència del vent solar, igual que havia fet la Voyager 1 el 2012.
Encara que les Voyagers s'han mogut més enllà de la influència del vent solar, encara els queda molt camí per recórrer abans de sortir del Sistema Solar. La NASA indica «[Si] definim el nostre sistema solar com el Sol i tot allò que principalment orbita al voltant del Sol, la Voyager 1 romandrà dins dels límits del sistema solar fins que emergeixi del núvol d'Oort entre 14.000 i 28.000 anys en el futur».
El cost del programa original va ser de 865 milions de dòlars, amb la missió interestel·lar Voyager afegida posteriorment va costar 30 milions de dòlars addicionals.

## Història
Les dues sondes espacials Voyager van ser originalment concebudes com a part del Programa Mariner i, en conseqüència, inicialment van ser anomenades Mariner 11 i Mariner 12. Les sondes van obtenir el seu propi programa anomenat “Mariner Júpiter-Saturn”, posteriorment anomenat Programa Voyager, perquè es va considerar que el seu disseny havia progressat prou per a poder-se desvincular del projecte Mariner.
El Programa Voyager era semblant al Programa Grand Tour planificat durant les dècades del 60 i els 70. El Grand Tour hauria aprofitat l'alineament dels planetes exteriors descoberts per Gary Flandro, un enginyer aeroespacial al Jet Propulsion Laboratory. Aquest alineament, que succeeix un cop cada 175 anys, havia de tenir lloc a finals dels anys 70, fet que permetria usar l'assistència gravitatòria per explorar Júpiter, Saturn, Urà, Neptú i Plutó. El Planetary Grand Tour havia d'enviar diverses parelles de sondes a volar per tots els planetes exteriors (incloent-hi Plutó, que en aquell llavors encara era considerat un planeta) per diverses trajectòries com Júpiter-Saturn-Plutó i Júpiter-Urà-Neptú. El programa va finalitzar a causa de manca de finançament, però alguns dels seus elements van ser incorporats en el Programa Voyager, que va complir molts dels objectius de vols de reconeixement del Grand Tour, exceptuant una visita a Plutó.
La Voyager 2 va ser la primera a ser llençada. La seva trajectòria va ser dissenyada per permetre vols de reconeixement de Júpiter, Saturn, Urà i Neptú. La Voyager 1 va ser llençat després que el Voyager 2 i comptava amb una trajectòria més curta i ràpida, que va ser dissenyada per dur a terme un vol de reconeixement òptim de la lluna de Saturn Tità, de la qual en aquell moment se'n coneixia la seva gran dimensió i la seva atmosfera densa. Per tal de realitzar aquesta missió, la Voyager 1 va ser enviada fora del pla eclíptic, posant fi a la seva missió científica planetària. En el cas que la Voyager 1 no hagués pogut portar a cap el vol de reconeixement a Tità la trajectòria de la Voyager 2 s'hauria pogut alterar per explorar-la a canvi de renunciar a visites a Urà i Neptú. La Voyager 1 es va llençar en una trajectòria que no li hauria permès continuar cap a Urà i Neptú, però podria haver continuat de Saturn cap a Plutó sense explorar Tità.
Durant la dècada dels 90, el Voyager 1 va sobrepassar les sondes espacials Pioner 10 i Pioner 11, esdevenint així l'objecte de fabricació humana més distant de la terra, un record que mantindrà en el futur pròxim. La sonda New Horizons, que tenia una velocitat de llançament major que el Voyager 1, està viatjant més lenta que la Voyager 1 a causa de la velocitat que aquesta va guanyar en els seus vols de reconeixement de Júpiter i Saturn.
El desembre de 2004, la Voyager 1 va creuar el xoc de terminació, on el vent solar es relentitza a velocitats subsòniques i, en entrar a l'healiosheath, es comprimeix i es fa turbulent a causa de les interaccions amb el medi interestel·lar. El dia 10 de desembre de 2007, la Voyager 2 també va arribar al xoc de terminació en un punt aproximadament a 1.6 milers de millions de kilòmetres més a prop del sol que el punt on la Voyager 1 va creuar-lo, indicant així que el sistema solar és assimètric.
El 2010 la Voyager 1 va infromar que la velocitat del vent solar exterior havia baixat a zero i els científics van preveure que s'apropaca a l'espai interestel·lar. El 2011, les dades de les Voyagers van determinar que l'healiosheath no és llisa, sinó que és ple de bombolles magnètiques gegants que es creu que es formen quan el camp magnètic del Sol s'enreda al límit del sistema solar.
El juny de 2012, els científics de la NASA van informar que la Voyager 1 estava apunt d'entrar l'espai interestel·lar, fet que indicava l'augment considerable de partícules d'alta energia de fora dels sistema solar. El setembre de 2013, la NASA va anunciar que la Voyager 1 havia creuat l'heliopausa el dia 25 d'agost de 2012, convertint-se en la primera nau espacial en arribar a l'espai interestel·lar.
El desembre de 2018, la NASA va anunciar que la Voyager 2 havia creuat l'heliopausa el 5 de novembre de 2018, esdevenint així la segona nau en arribar a l'espai interestel·lar.
Des de 2017 la Voyager 1 i la Voyager 2 continuen supervisant les condicions a les extensions exteriors del Sistema Solar. Es preveu que les naus espacials Voyager puguin operar instruments científics fins al 2020, quan la potència limitada requerirà que els instruments es desactivin un per un. Al voltant del 2025, ja no hi haurà prou potència per operar cap instrument científic.
El juliol de 2019 es va implementar un pla revisat de gestió d'energia per tal de gestionar millor el subministrament menguant d'energia de les sondes.
Es calcula que l'any 2025 les sondes Voyager no tindran prou energia com per seguir operant cap dels instruments que porten. Actualments aquest estan essent apagats un per un per tal d'allargar reduir el consum d'energia i allargar la vida de les sondes el màxim possible.

## Disc d'or de les Voyager

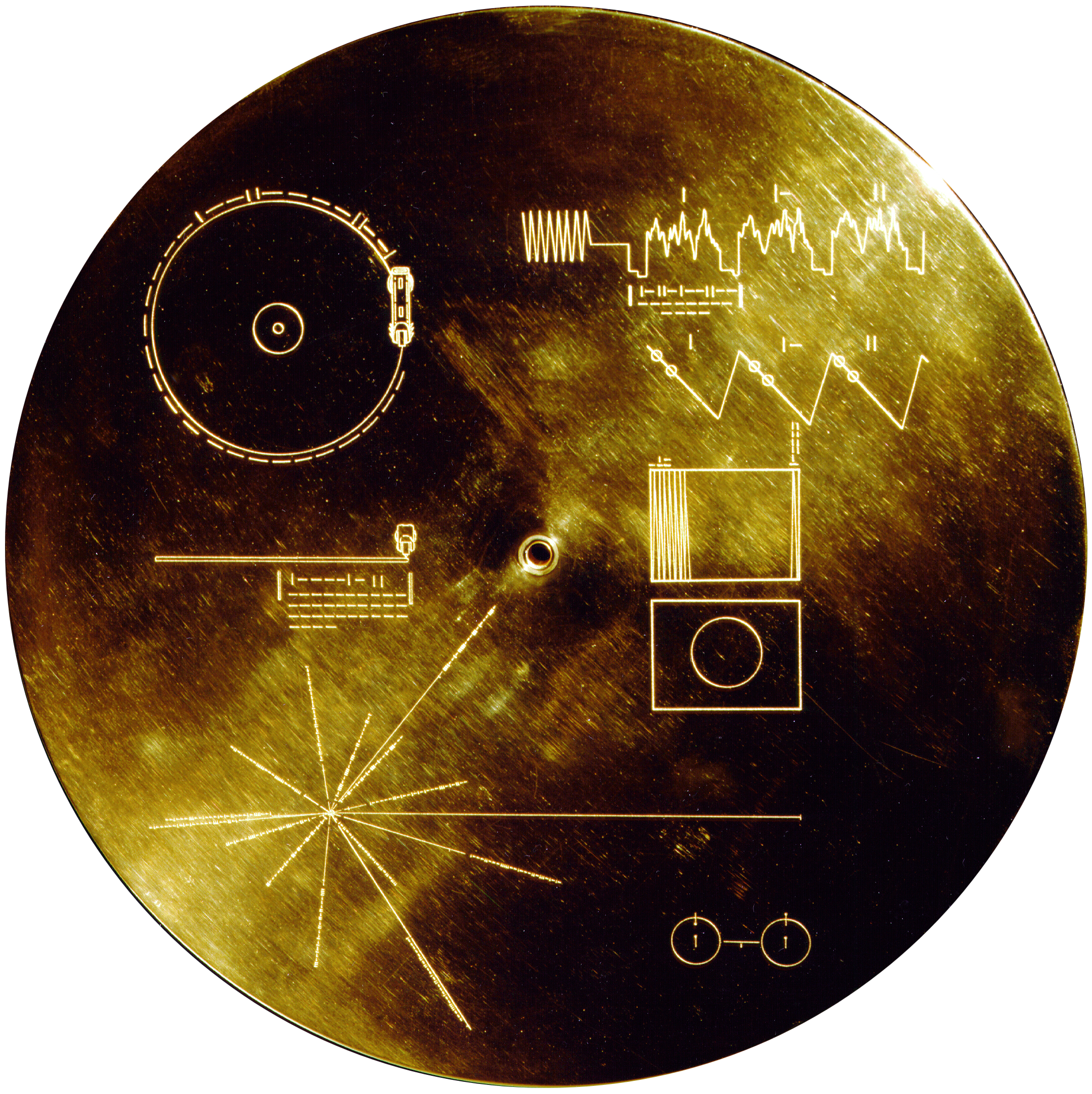
Disc d'or de les Voyager

Les dues sondes espacials Voyager porten un disc de gramòfon daurat, una recopilació destinada a mostrar la diversitat de vida i cultura a la Terra en el cas que qualsevol de les naus espacials sigui trobada per extraterrestres. La gravació, realitzada sota la direcció d'un equip que inclou Carl Sagan i Timothy Ferris, inclou fotos de la Terra i les seves formes de vida, una sèrie d'informació científica, salutacions parlades de persones com el Secretari General de les Nacions Unides i el president dels Estats Units i un popurrí, de «Sons de la Terra», que inclou els sons de les balenes, un nadó que plora, les onades trencant-se a la costa i una col·lecció de música que abasta diferents cultures i èpoques, incloses obres de Wolfgang Amadeus Mozart, Blind Willie Johnson, Chuck Berry i Valya Balkanska. S'hi inclouen altres clàssics orientals i occidentals, així com actuacions de música autòctona d'arreu del món. El registre també conté salutacions en 55 idiomes diferents. El projecte pretenia retratar la riquesa de la vida a la Terra i ser un testimoni de la creativitat humana i el desig de connectar amb el cosmos.